# Kailahun (distrito)
Kailahun é uma distrito da Serra Leoa localizado na província Eastern. Sua capital é a cidade de Kailahun.